# Groupe de Recherches Musicales
Groupe de Recherches Musicales (GRM) je francouzská organizace pro výzkum do sonologie a elektroakustické hudby. Byla vytvořena Pierrem Schaefferem v roce 1958 jako část ORTF pod vedením Françoise Baylea (1966–1997), následně pak Daniela Teruggiho. V roce 1975 byla GRM integrována do nového Institut national de l'audiovisuel (INA).

## Členové GRM
- Jean-François Allouis
- François Bayle
- Michel Chion
- Denis Dufour
- Luc Ferrari
- Jacques Lejeune
- Ivo Malec
- Bernard Parmegiani
- Guy Reibel
- Pierre Schaeffer
- Daniel Teruggi
- Christian Zanési
- Robert Cohen-Solal